# Ucrânia nos Jogos Olímpicos de Inverno de 1994
A Ucrânia competiu como uma nação independente pela primeira vez nos Jogos Olímpicos de Inverno em 1994. A nação mandou 37 competidores, que disputaram dez modalidades nos jogos de 1994, em Lillehammer, na Noruega. A delegação conquistou 2 medalhas no total, sendo uma de ouro, e uma de bronze.